# 秋田県道129号杉沢上小阿仁線
秋田県道129号杉沢上小阿仁線（あきたけんどう129ごう すぎさわかみこあにせん）は、秋田県南秋田郡五城目町から北秋田郡上小阿仁村に至る一般県道である。

## 概要
五城目町馬場目の県道15号交点から700メートル先から未舗装区間の山道になる。上小阿仁村側も町村境界から萩形ダム湖畔までの約5キロメートルが未舗装区間で、境界付近は未供用区間となっている。萩形ダムを過ぎると、小阿仁川沿いに上小阿仁村南沢・国道285号交点まで続く路線である。
ほぼ全線が未改良区間で、道幅が狭い。

### 路線データ
- 延長：28.769 km[2]
- 実延長 : 19.086 km[2]
- 起点 : 秋田県南秋田郡五城目町馬場目字杉沢上台150番12（秋田県道15号秋田八郎潟線交点）[3]北緯39度54分48.2秒 東経140度14分49.2秒
- 終点 : 秋田県北秋田郡上小阿仁村南沢字塚の岱54番地先（国道285号交点）[3]北緯40度0分31.58秒 東経140度16分43.31秒
- 未供用区間 : 南秋田郡五城目町馬場目馬場目沢国有林2024林班い小班 - 北秋田郡上小阿仁村南沢字小阿仁奥山国有林73林班そ小班[4]9.683 km[2]

## 歴史
- 1976年（昭和51年）1月17日 - 秋田県道に認定される[3]。
- 2014年（平成26年）3月25日 - 南秋田郡五城目町馬場目馬場目沢国有林2024林班い小班 - 北秋田郡上小阿仁村南沢字小阿仁奥山国有林73林班そ小班の供用を廃止し、未供用区間にする。[4]

## 路線状況

### 冬期閉鎖区間
- 区間 : 南秋田郡五城目町馬場目字杉沢上台 - 北秋田郡上小阿仁村萩形[5]
  - 期日 : 11月下旬 - 5月下旬[6]

### 交通不能区間
- なし[7]

## 地理

### 通過する自治体
- 南秋田郡五城目町 - 北秋田郡上小阿仁村

### 交差する道路
| 施設名               | 接続路線名               | 備考             | 所在地                                                                         |
| -------------------- | ------------------------ | ---------------- | ------------------------------------------------------------------------------ |
|                      | 秋田県道15号秋田八郎潟線 | 起点             | 南秋田郡五城目町馬場目字杉沢上台                                               |
|                      |                          | 五城目町側終点   | 南秋田郡五城目町馬場目馬場目沢国有林                                           |
| 【未供用区間】9.7 km |                          |                  |                                                                                |
|                      |                          | 上小阿仁村側起点 | 北秋田郡上小阿仁村南沢字小阿仁奥山国有林北緯39度54分21.3秒 東経140度18分15.7秒 |
|                      | 国道285号                | 終点             | 北秋田郡上小阿仁村南沢字塚の岱                                                 |